# Gesichtskonzept
Das Gesichtskonzept von Penelope Brown und Stephen C. Levinson basiert auf dem Modell von Erving Goffman und stellt ein universell anwendbares Höflichkeitsmodell dar.
Durch ihr 1987 veröffentlichtes Buch Politeness: Some universals of language use wurde ihre Theorie weltweit bekannt, und seitdem wurden Forschungen anhand dieser Theorie betrieben. Ihre Grundthese bildet die Analyse des Gesichts (englisch face), das im weiteren Verlauf dieses Artikels auch mit dem englischen Begriff face benannt wird.

## Das Konzept des Faces und des Face Threatening Act
Dieses face definieren Brown und Levinson als „das öffentliche Selbstbild, das jedes Mitglied für sich in Anspruch nehmen will“.
Das Selbstbild besteht nicht konstant, sondern kann sich verändern, indem es von anderen Menschen verletzt, bewahrt oder vergrößert wird. Folglich ist das face von dem Verhalten der Mitmenschen abhängig. Es wird davon ausgegangen, dass normalerweise Personen bemüht sind, das face ihrer Mitmenschen zu bewahren, da im Falle eines Face Threatening Acts (FTA) die betroffene Person versucht, ihr Gesicht zu wahren und dabei das face des anderen bedroht. Um diese Gesichtsbedrohung zu vermeiden, ist es von Bedeutung, den anderen Personen deutlich zu signalisieren, dass sie auf das face der Betroffenen achten. Trotzdem wird das face oft versehentlich oder willentlich verletzt, um ein Kommunikationsziel zu erreichen.
Dabei kann zum einen das positive Gesicht (positive face) verletzt werden, welches das Bedürfnis nach Bestätigung darstellt, und zum anderen das negative Gesicht (negative face), welches das Bedürfnis nach Freiheit widerspiegelt. Eine Verletzung des negative face findet beispielsweise bei einem Vorschlag oder einer Bitte statt, da dadurch die Handlungsfreiheit eingeschränkt wird, während eine Bedrohung des positive face entsteht, sobald unklar ist, ob eine freundschaftliche Beziehung besteht. Generell kann sowohl das positive face und das negative face des Sprechers sowie auch des Adressaten verletzt werden.

## Gesichtsverletzungen
Aufgrund der Verletzbarkeit des face versuchen Personen meistens, einen Face Threatening Act (FTA) zu vermeiden oder zu minimieren. Um dieses Ziel zu erreichen, können verschiedene Hauptstrategien angewendet werden, die sich in weitere Unterstrategien unterteilen. Der geringste FTA findet statt, wenn der gesichtsbedrohende Akt nicht ausgeführt wird. Wenn der FTA ausgeführt wird, so kann er offensichtlich, also „on record“ oder nicht offensichtlich, also „off record“, erfolgen. Verfolgen Akteure die off-record-Strategie, so sind ihre Aussagen mehrdeutig, und die Absicht des Sprechers kann nicht genau festgelegt werden. Ein Beispiel hierfür ist die Aussage, dass man kein Geld mehr hat, da man vergaß, bei der Bank Geld abzuheben. Diese Aussage kann zwar als Aufforderung aufgefasst werden, dieser Person Geld zu leihen, jedoch enthält sie keine direkte Aufforderung dafür, und somit kann der Sprecher nicht auf diese Absicht festgelegt werden.
Mehrdeutige Aussagen dieser Art können in mehreren Variationen stattfinden, wie beispielsweise als Ironie: „Das ist großartig“. Ebenso kann eine rhetorische Frage mit der off-record-Strategie eine Aufforderung zu einer Handlung darstellen, wie zum Beispiel die Frage, wer vergessen hat, das Geschirr zu spülen.

## On-record-Handlungen
Im Gegensatz dazu dienen „on-record“-Handlungen als eindeutige Aussage und werden besonders dann ausgeführt, wenn die Intention der Aussage für alle betroffenen Personen klar ist. Wenn beispielsweise ein Versprechen abgegeben wird, dass am nächsten Tag etwas erledigt wird, und die Betroffenen alle der Meinung sind, dass dieses Versprechen eine Verpflichtung zur Tat darstellt, so wurde das Versprechen on record geleistet.
„On-record“-Vorgehen kann sowohl ohne Kompensation als auch mit Kompensation erfolgen. Dabei ist zu beachten, dass on-record-Handlungen ohne Kompensation meistens nur dann stattfinden, wenn alle Beteiligten übereinstimmen, dass ein FTA nur im geringen Maße, wie bei einem Angebot oder einem Vorschlag, erfolgen darf und daher der Sprecher keine Vergeltung befürchten muss. Ein Beispiel für eine on-record-Handlung ohne Kompensation ist die Aufforderung, hereinzukommen oder sich zu setzen.
Sehr viel höflicher ist die „on-record“-Handlung mit Kompensation, da sie auf das Bedürfnis des positive face oder des negative face Rücksicht nimmt und somit zeigt, dass ein FTA nicht in der Absicht des Sprechers liegt. Dabei untergliedert sich die on-record-Handlung mit Kompensation in die positive-politeness- und die negative-politeness-Strategie. Die positive-politeness-Strategie zielt auf das Bedürfnis des positive face, und die Basis für positive politeness ist die Kontaktaufnahme, durch die die Forderung des positive face nach Vertraulichkeit erfüllt wird. Für diese Strategie ist das Wir-Gefühl wichtig, da somit eine gemeinsame Identität, Interessen, Werte etc. das Selbstbild, also das positive face, bestätigt wird.
Es werden daher oft kontroverse Themen vermieden, und stattdessen wird häufiger über allgemeine Dinge, wie zum Beispiel das Wetter, gesprochen. Zusätzlich zu Gemeinsamkeiten führt die Kooperation mit Adressaten zu einer Aufwertung des positive face, indem der Sprecher aufzeigt, dass ihm das positive face des Adressaten wichtig ist. Dies ist mittels Aussagen wie „wenn es für dich in Ordnung ist“ oder „ich hoffe, dass es dir nichts ausmacht“ möglich.
Ein dritter Punkt betrifft die direkte Erfüllung der Wünsche des anderen, wie zum Beispiel dieser Person ein Geschenk zu überreichen.